# Éclair (pâtisserie)
Pour les articles homonymes, voir Éclair et Éclair au chocolat.
Un éclair, anciennement appelé pain à la duchesse (avant 1850) ou petite duchesse, est une pâtisserie composée d'une pâte à choux farcie d'une crème pâtissière aromatisée à la vanille, chocolat, café et recouvert d'un glaçage ou fondant sur le dessus.

## Composition
Aujourd'hui, l'éclair le plus commun est composé de pâte à choux enveloppant la crème pâtissière ; cependant, il existe aussi des versions faites à base de petit four et l'intérieur peut être de la crème chiboust, de la crème chantilly, crème de marrons ou un salpicon de fruits.
La crème est généralement à la vanille, mais peut aussi être aromatisée à la pistache ou au café. Des variantes peuvent également parfumer la crème pâtissière et le fondant avec divers fruits.
On peut surmonter l'éclair, avant cuisson, de craquelin (pâte fine à base de farine, beurre et sucre roux), qui décorera et aromatisera la pâte,, tout en aidant à régulariser la pousse.
Le dessus est glacé au fondant ou au caramel ; dans ce dernier cas, on appelle ce gâteau un « bâton de Jacob ».

## Origine du nom

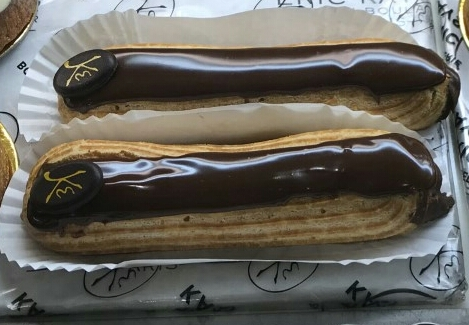
Éclairs au chocolat.

D'après le Dictionnaire de l'Académie française, l'éclair a été nommé ainsi parce qu'il était mangé rapidement.

## Records
Plusieurs équipes de pâtissiers se sont donné pour défi de confectionner les éclairs au chocolat les plus longs possibles. Le record actuel, homologué par le Livre Guinness des records, est détenu par des pâtissiers suisses pour un éclair de 503 mètres réalisé en 2014. Le chocolatier et pâtissier belge Jean-Philippe Darcis a supervisé la réalisation d’un éclair de 676 mètres de long fin 2016 mais, bien que validé par un huissier, le record n’apparaît pas dans le Livre des records.
Le record de la plus grande mosaïque d’éclairs au chocolat a quant à lui été établi à Genève par des pâtissiers suisses ayant dessiné le personnage de Titeuf sur une surface de 80,27 mètres carrés à l’aide de 23 700 éclairs de différentes couleurs.

## Dans la culture
Depuis 2020, la Belgique fête la « journée de l'éclair » tous les 20 novembre afin de récolter des fonds pour lutter contre le cancer de l'enfant.